# Fritz Stange
Fritz Stange (* 20. September 1936 in Ludwigsburg; † 4. August 2013 in Stuttgart) war ein deutscher Ringer. Er war Welt- und Europameister 1966.

## Werdegang
Fritz Stange begann im Alter von neun Jahren in Stuttgart-Stammheim mit dem Ringen. Bereits im Jugend- und Juniorenalter, er startete nunmehr für den KV Untertürkheim (KVU) und ab 1964 für die TSVgg Stuttgart-Münster 1875/99, zählte er zu den besten deutschen Ringern in den leichtesten Gewichtsklassen. Er rang in beiden Stilarten, international aber nur im griechisch-römischen Stil. 1953 und 1954 wurde er jeweils deutscher Vizemeister bei den Jugendlichen in der Klasse bis 50 kg Körpergewicht. 1955 gewann er bereits seinen ersten deutschen Meistertitel bei den Senioren im Fliegengewicht im freien Stil. Von 1955 bis 1972 wurde Fritz Stange im Seniorenbereich in beiden Stilarten im Fliegen- bzw. Bantamgewicht achtmal deutscher Meister, neunmal deutscher Vizemeister und belegte zwei dritte Plätze.
Auf der internationalen Ebene blieben Stange zunächst größere Erfolge versagt. Zu seinem ersten Start bei einer internationalen Meisterschaft kam er 1960 bei den Olympischen Spielen in Rom, als er sich in der gesamtdeutschen Ausscheidung im Fliegengewicht, griechisch-römischer Stil, gegen Eckhard Thorun aus Leipzig und Heinz Witt aus Jena durchsetzte. In Rom zeigte er gegen den Weltmeister von 1955 Ignazio Fabra aus Italien und den Bulgaren Georgi Moskow zwei gute Kämpfe, die er jedoch beide knapp nach Punkten verlor.
Danach wechselte Fritz Stange, des ständigen Abtrainierens müde, in das Bantamgewicht. Eine Maßnahme, die, wie sich bald zeigte, richtig war. Ende 1962 gewann er ein international hochklassig besetztes Turnier in Belgrad im Bantamgewicht und besiegte dabei den Olympiasieger und Weltmeister Boris Gurewitsch aus der Sowjetunion und János Varga aus Ungarn, Vizeweltmeister von 1961 und WM-Dritter von 1962. Bei der Weltmeisterschaft 1963 in Helsingborg kam er mit zwei Siegen auf einen respektablen 7. Platz.
1964 gelang ihm in der Bantamgewichtsklasse gegen Eckhard Thorun erneut die Qualifikation für die Olympischen Spiele. Nach drei guten Kämpfen traf er in Tokio in der vierten Runde auf den japanischen Favoriten Masamitsu Ichiguchi, dem er einen beherzten Kampf lieferte und nur knapp nach Punkten verlor. Ichiguchi wurde dann auch Olympiasieger, während Fritz Stange einen hervorragenden 5. Platz belegte.
Bei der Weltmeisterschaft 1965 in Tampere gelang Stange dann der endgültige Durchbruch. Mit vier Siegen und einem Unentschieden wurde er Vizeweltmeister. Unter den von ihm besiegten Ringern befand sich dabei auch der sowjetische Sportler Amari Egadse. 1966 wurde zum erfolgreichsten Jahr in der Laufbahn von Fritz Stange. Zunächst wurde er in Essen Europameister und dann in Toledo, USA auch Weltmeister. Zweimal binnen eines Jahres setzte er sich dabei gegen die gesamte Welteleite im Bantamgewicht durch. Dafür wurde er am 22. Juni 1966 mit dem Silbernen Lorbeerblatt ausgezeichnet.
Nach einem etwas schwächeren Jahr 1967 startete Fritz Stange hoffnungsvoll bei den Olympischen Spielen 1968 in Mexiko-Stadt. Er verletzte sich jedoch in seinem 2. Kampf gegen den sowjetischen Sportler Iwan Kotschergin und musste den Wettkampf aufgeben.
Danach beendete Fritz Stange seine internationale Ringerlaufbahn. 1972 wurde er jedoch noch einmal deutscher Meister im Bantamgewicht und schulterte dabei sogar Hans-Jürgen Veil, der trotzdem für die Olympischen Spiele in München nominiert wurde und dort die Silbermedaille gewann. Wegen wichtiger beruflicher Verpflichtungen konnte Fritz Stange die Olympiavorbereitung des deutschen Ringerbundes nicht mitmachen und wurde deshalb nicht berücksichtigt.
Fritz Stange, der daraufhin endgültig zurücktrat, war auch beruflich sehr erfolgreich. Er brachte es bei Mercedes-Benz in Stuttgart bis zum Abteilungsdirektor und lebte abwechselnd in Stuttgart und in Florida.

## Internationale Erfolge
(alle Wettbewerbe im griechisch-römischen Stil, OS = Olympische Spiele, WM = Weltmeisterschaft, EM = Europameisterschaft, Fliegengewicht bis 52 kg, Bantamgewicht bis 57 kg Körpergewicht)
| Jahr | Platz | Wettbewerb                  | Gewichtsklasse | Anmerkungen |
| ---- | ----- | --------------------------- | -------------- | --- |
| 1960 | 14.   | OS in Rom                   | Bantam         | nach Punktniederlagen gegen Georgi Moskow, Bulgarien und Ignazio Fabra, Italien                                                                                        |
| 1962 | 1.    | Turnier in Belgrad          | Bantam         | mit Siegen über Othon Moschidis, Griechenland, Cristea, Rumänien, Majdarow, Bulgarien, Boris Gurewitsch, UdSSR und János Varga, Ungarn                                 |
| 1963 | 7.    | WM in Helsingborg           | Bantam         | mit Siegen über Egil Hansen, Norwegen und Fathi Mete, Türkei und Niederlagen gegen Ion Cernea, Rumänien und Dinko Petrow, Bulgarien                                    |
| 1964 | 5.    | OS in Tokio                 | Bantam         | mit Siegen über Andrew Fitch, USA, Michele Toma, Italien, einem Unentschieden gegen Kamel Ali El Sayed, Ägypten und einer Niederlage gegen Masamitsu Ichiguchi, Japan  |
| 1965 | 1.    | Turnier in Klippan/Schweden | Bantam         | vor Eckard Thorun, DDR und Johnny Nielsen, Dänemark |
| 1965 | 2.    | WM in Tampere               | Bantam         | mit Siegen über Othon Moschidis, Amari Egadse, UdSSR, Raimo Taskinen, Finnland und János Varga, Ungarn und einem Unentschieden gegen Kōji Sakurama, Japan              |
| 1966 | 1.    | Turnier in Klippan/Schweden | Bantam         | vor Bruno Broja, Polen und Axel Bodelsson, Schweden |
| 1966 | 1.    | EM in Essen                 | Bantam         | mit Siegen über Kent Jonsson, Schweden, Max Scaioli, Italien, Ivan Kašpar, CSSR, Bruno Broja und Armais Sajadow, UdSSR und ei. Unentschieden gegen Ion Baciu, Rumänien |
| 1966 | 1.    | WM in Toledo/Ohio           | Bantam         | mit Siegen über Hossain Moareb, Iran, Risto Björlin, Finnland, Koji Sakamura, Ünver Besergil, Türkei und János Varga und einem Unentschieden gegen Ion Baciu           |
| 1967 | 8.    | EM in Minsk                 | Bantam         | mit einem Sieg über Oivind Solksjaer, Norwegen, einem Unentschieden gegen Iwan Schawow, Bulgarien und einer Niederlage gegen Ünver Besergil                            |
| 1967 | 11.   | WM in Bukarest              | Bantam         | mit einem Sieg über Johnny Nielsen, einem Unentschieden gegen Hartmut Puls, DDR und einer Niederlage gegen Siavash Shafizadeh, Iran                                    |
| 1968 | 8.    | EM in Västerås              | Bantam         | mit Siegen über Roland Svensson, Schweden und Józef Lipień, Polen, einem Unentschieden gegen Jan Neckař, CSSR und einer Niederlage gegen Risto Björlin                 |
| 1968 | unpl. | OS in Mexiko-Stadt          | Bantam         | nach einem Sieg gegen Louis Manoel Grilo, Portugal und einer Niederlage gegen Iwan Kotschergin, UdSSR, Aufgabe wegen Verletzung                                        |

## Wichtigste Länderkämpfe
- 1960, UdSSR – BRD, GR, Fl, Schulterniederlage gegen Iwan Kotschergin,
- 1960, UdSSR – BRD, GR, Fl, Punktsieg über Sergei Rybalko,
- 1961, BRD – UdSSR, GR, Ba, Punktniederlage gegen Wladlen Trostjanski,
- 1962, Polen – BRD, GR, Ba, Punktsieg über Laba,
- 1962, Polen – BRD, GR, Ba, Punktsieg über Ratajczak,
- 1963, BRD – Dänemark, GR, Ba, Schultersieg über Petersen,
- 1963, Schweden – BRD, GR, Ba, Punktsieg über Johanesson,
- 1963, Schweden – BRD, GR, Ba, Punktsieg über Skoog

## Deutsche Meisterschaften
| Jahr | Platz | Stil | Gewichtsklasse | Anmerkung                                                               |
| ---- | ----- | ---- | -------------- | ----------------------------------------------------------------------- |
| 1955 | 2.    | GR   | Fliegen        | hinter Georg Schwaiger, Bad Reichenhall und vor Walter Idler, Stuttgart |
| 1955 | 1.    | F    | Fliegen        | vor Georg Schwaiger und Paul Neff, Schifferstadt                        |
| 1956 | 1.    | GR   | Fliegen        | vor Walter Idler und Paul Neff                                          |
| 1957 | 2.    | GR   | Bantam         | hinter Werner Fink, Hombruch und vor Horst Petry, Koblenz               |
| 1957 | 1.    | F    | Fliegen        | vor Paul Neff und Georg Schwaiger                                       |
| 1958 | 3.    | GR   | Bantam         | hinter Klaus Scherer, Heusweiler und Hermann Pfarrer, Aschaffenburg     |
| 1960 | 2.    | GR   | Fliegen        | hinter Paul Neff und vor Rolf Lacour, Köllerbach                        |
| 1962 | 1.    | GR   | Bantam         | vor Erwin Trouvain, Heusweiler und Bruno Steinmetz, Mainz               |
| 1963 | 2.    | GR   | Bantam         | hinter Karl Dodrimont, Baienfurt und vor Bruno Steinmetz                |
| 1963 | 3.    | F    | Bantam         | hinter Karl Dodrimont und Erwin Trouvain                                |
| 1964 | 2.    | GR   | Bantam         | hinter Karl Dodrimont und vor Bruno Steinmetz                           |
| 1964 | 2.    | F    | Bantam         | hinter Karl Dodrimont und vor Franz Tempes, Schorndorf                  |
| 1965 | 2.    | GR   | Bantam         | hinter Karl Dodrimont und vor Heinz Kunzmann, Berghausen                |
| 1965 | 1.    | F    | Bantam         | vor Karl Dodrimont und Werner Hettich, Vörstetten                       |
| 1966 | 1.    | GR   | Bantam         | vor Karl Dodrimont und Franz Tempes                                     |
| 1966 | 2.    | F    | Bantam         | hinter Karl Dodrimont und vor Werner Holzner, Bad Reichenhall           |
| 1967 | 1.    | GR   | Bantam         | vor Tranz Tempes und Karl Dodrimont                                     |
| 1968 | 2.    | GR   | Bantam         | hinter Paul Neff und vor Franz Tempes                                   |
| 1972 | 1.    | GR   | Bantam         | vor Hans Edfelder, Bad Reichenhall und Hans-Jürgen Veil, Schifferstadt  |